# Danh sách quân chủ Aragón

Vương gia huy của Vương quyền Aragón.

Dưới đây là danh sách các quân vương của vương quốc Aragón. Vương quốc Aragón được hình thành trong khoảng thời gian giữa các năm 950 và 1035, khi Bá quốc Aragón bị tách ra khỏi Vương quốc Navarra theo nguyện vọng của vua Sancho III. Năm 1164, Vương quyền Aragón được thiết lập khi vuơng nữ Peironela của vương quốc Aragón cưới bá tước xứ Catalunya, Ramón Berenguer IV. Sau đó, thể chế quân chủ hỗn hợp trên thêm vào lãnh thổ của mình các vương quốc Valencia, Mallorca và Sicilia. Thể chế quân chủ này tiếp tục tồn tại cho tới tận năm 1713, khi Đạo luật Nueva Planta của Tây Ban Nha ra đời, xóa bỏ các văn bản lập hiến riêng biệt trước đó đã tồn tại (Hiến pháp Catalunya, Fueros của Aragon, Furs của Valencia). Sau đó các tước hiệu Quốc vương/Nữ vương của các phần lãnh thổ cấu thành nên vương quyền Aragon tiếp tục được sử dụng trên các văn bản chính thức của Tây Ban Nha cho đến thời của Isabel II.

## Nhà Jiménez, 1035–1164
| Vua                   | Chân dung   | Sinh - mất                                 | Thời gian cai trị                          | Hôn nhân                                                                           |
| --------------------- | ----------- | ------------------------------------------ | ------------------------------------------ | ---------------------------------------------------------------------------------- |
| Ramiro I              | không khung | Trước 1007 - 8 tháng 5 năm 1063            | Tháng 2 năm 1035 - 8 tháng 5 năm 1063      | Ermesenda 22 tháng 8 năm 1036 5 người conAgnés Không rõ ngày cưới Không có con (?) |
| Sancho Ramírez        | không khung | c. 1042 - 4 tháng 6 năm 1094               | 8 tháng 5 năm 1063 - 4 tháng 6 năm 1094    | Isabella xứ Urgell 1065 1 người con Felicia xứ Roucy 1076 3 người con              |
| Pero I                | không khung | 1068 - tháng 9 năm 1104                    | 4 tháng 6 năm 1094 - tháng 9 năm 1104      | Agnès xứ Aquitaine 1086 2 người conBerta xứ Aragon 1097 Không có con               |
| Alifonso I Chiến binh | không khung | c. 1073/1074 - 8 tháng 9 năm 1134          | Tháng 9 năm 1104 - 8 tháng 9 năm 1134      | Urraca I của León 1109 Không có con                                                |
| Remiro II Thầy tu     | không khung | 24 tháng 4 năm 1086 - 16 tháng 8 năm 1157  | 8 tháng 9 năm 1134 - 13 tháng 11 năm 1137  | Agnès xứ Poitiers 1109 người con                                                   |
| Peironela             | không khung | 29 tháng 6 năm 1163 - 15 tháng 10 năm 1173 | 13 tháng 11 năm 1137 - 18 tháng 6 năm 1164 | Ramón Berenguer IV 11 tháng 8 năm 1137 5 người con                                 |

## Nhà Barcelona, 1164–1410
| Tên          | Chân dung   | Sinh - mất                                                           | Thời gian cai trị                           | Hôn nhân |
| ------------ | ----------- | -------------------------------------------------------------------- | ------------------------------------------- | --- |
| Alifonso II  | không khung | Khoảng giữa ngày 1 và ngày 25 tháng 3 năm 1157 - 25 tháng 4 năm 1196 | 18 tháng 7 năm 1164 - 25 tháng 4 năm 1196   | Sancha xứ Castila 18 tháng 1 năm 1174 8 người con |
| Pero II      | không khung | Tháng 7 năm 1178 - 12 tháng 9 năm 1213                               | 25 tháng 4 năm 1196 - 12 tháng 9 năm 1213   | Marie xứ Montpellier 15 tháng 6 năm 1204 2 người con |
| Chaime I     | không khung | 2 tháng 2 năm 1208 - 27 tháng 7 năm 1276                             | 12 tháng 9 năm 1213 - 27 tháng 7 năm 1276   | Leonor xứ Castilla 1221 1 người con Jolán của Hungary 1235 10 người conTeresa Gil de Vidaure 2 người con |
| Pero III     | không khung | c. 1219 - 2 tháng 12 năm 1285                                        | 27 tháng 7 năm 1276 - 2 tháng 12 năm 1285   | Costanza II của Sicilia 13 tháng 6 năm 1262 6 người con |
| Alifonso III | không khung | 4 tháng 11 năm 1265 - 18 tháng 6 năm 1291                            | 2 tháng 12 năm 1285 - 18 tháng 6 năm 1291   | Không kết hôn |
| Chaime II    | không khung | 10 tháng 4 năm 1267 - 2/5 tháng 11 năm 1327                          | 18 tháng 6 năm 1291 - 2/5 tháng 11 năm 1327 | Isabel xứ Castilla 1 tháng 12 năm 1291 Không có con Blanche xứ Anjou 1 tháng 11 năm 1295 10 người con Marie nhà Lusignan 27 tháng 11 năm 1315 Không có con Elisenda xứ Montcada 25 tháng 12 năm 1232 Không có con      |
| Alifonso IV  | không khung | 1299 - 27 tháng 1 năm 1336                                           | 2/5 tháng 11 năm 1327 - 27 tháng 1 năm 1366 | Teresa d'Entença 10 tháng 9 năm 1314 7 người con Leonor xứ Castilla 5 tháng 2 năm 1329 2 người con |
| Pero IV      | không khung | 5 tháng 9 năm 1319 - 6 tháng 1 năm 1387                              | 27 tháng 1 năm 1366 - 6 tháng 1 năm 1387    | María của Navarra 25 tháng 7 năm 1338 4 người con Leonor của Bồ Đào Nha 14/15 tháng 11 năm 1347 Không có con (?) Elionor xứ Sicilia 27 tháng 8 năm 1349 4 người con Sibilla xứ Fortià 11 tháng 10 năm 1377 3 người con |
| Joan I       | không khung | 27 tháng 12 năm 1350 - 19 tháng 5 năm 1396                           | 6 tháng 1 năm 1387 - 19 tháng 5 năm 1396    | Marthe xứ Armagnac 24 tháng 6 năm 1373 5 người con Yolande xứ Bar 2 tháng 2 năm 1380 7 người con |
| Martín I     | không khung | 29 tháng 7 năm 1356 - 31 tháng 5 năm 1410                            | 19 tháng 5 năm 1396 - 31 tháng 5 năm 1410   | María xứ Luna 13 tháng 6 năm 1372 4 người conMargalida xứ Prades 17 tháng 9 năm 1409 Không có con |

## Nhà Trastámara, 1412–1555
| Tên         | Chân dung   | Sinh - mất                                | Thời gian cai trị                         | Hôn nhân                                                                                                |
| ----------- | ----------- | ----------------------------------------- | ----------------------------------------- | --- |
| Ferrando I  | không khung | 27 tháng 1 năm 1380 - 2 tháng 4 năm 1416  | 31 tháng 5 năm 1410 - 2 tháng 4 năm 1416  | Leonor xứ Alburquerque 1393/1394 7/8 người con                                                          |
| Alifonso V  | không khung | 1396 - 27 tháng 3 năm 1458                | 2 tháng 4 năm 1416 - 27 tháng 6 năm 1458  | María xứ Castilla 12 tháng 6/10 năm 1415 3 người con                                                    |
| Chuan II    | không khung | 29 tháng 6 năm 1398 - 20 tháng 1 năm 1479 | 27 tháng 6 năm 1458 - 20 tháng 1 năm 1479 | Blanca I của Navarra 10 tháng 6 năm 1420 3 người con Juana Enríquez 17 tháng 7 năm 1447 2 người con     |
| Ferrando II | không khung | 10 tháng 3 năm 1452 - 23 tháng 1 năm 1516 | 20 tháng 1 năm 1479 - 23 tháng 1 năm 1516 | Isabel I của Castilla 19 tháng 10 năm 1469 5 người con Germaine xứ Foix 22 tháng 3 năm 1506 1 người con |
| Chuana I    | không khung | 6 tháng 11 năm 1479 - 12 tháng 4 năm 1555 | 23 tháng 1 năm 1516 - 12 tháng 4 năm 1555 | Philipp của Áo 20 tháng 10 năm 1496 6 người con                                                         |

### Vua tiếm ngôi dưới triều Chuan II
Trong thời kỳ Nội chiến xứ Catalunya, có một số nhân vật sau đứng lên tự mình tuyên bố là vua xứ Aragon (tức chống lại Chuan II lúc đó đang trị vì vùng đất này). Tuy nhiên những tuyên bố về ngai vàng xứ Aragon không bao gồm vương quốc Valencia mà Chuan đang cai trị.
| Tên                                          | Chân dung   | Sinh - mất                                | Thời gian cai trị (tự tuyên bố) | Hôn nhân                                                                                                  |
| -------------------------------------------- | ----------- | ----------------------------------------- | ------------------------------- | --- |
| Enrique IV của Castilla Vương tộc Trastámara | không khung | 5 tháng 1 năm 1425 - 11 tháng 12 năm 1474 | 1462 - 1463                     | Joana của Bồ Đào Nha 21 tháng 5 năm 1455 4 người con                                                      |
| Pedro V xứ Aragon Nhà Avis                   | không khung | c. 1429 - 30 tháng 6 năm 1466             | 1463 - 30 tháng 6 năm 1466      | Không kết hôn                                                                                             |
| René I xứ Anjou Nhà Valois-Anjou             | không khung | 16 tháng 1 năm 1409 - 10 tháng 7 năm 1480 | 30 tháng 6 năm 1466 - 1472      | Isabelle I xứ Lorraine 24 tháng 10 năm 1420 10 người con Jeanne de Laval 10 tháng 9 năm 1454 Không có con |

## Nhà Habsburg, 1516–1700
| Tên        | Chân dung   | Sinh - mất                                | Thời gian cai trị                         | Hôn nhân |
| ---------- | ----------- | ----------------------------------------- | ----------------------------------------- | --- |
| Carlos I   | không khung | 24 tháng 2 năm 1500 - 21 tháng 9 năm 1558 | 14 tháng 3 năm 1516 - 16 tháng 1 năm 1556 | Isabel của Bồ Đào Nha 10 tháng 3 năm 1526 3 người con |
| Felipe I   | không khung | 21 tháng 5 năm 1527 - 13 tháng 9 năm 1598 | 16 tháng 1 năm 1556 - 13 tháng 1 năm 1598 | Maria Manuela của Bồ Đào Nha 12 tháng 11 năm 1543 1 người con Mary I của Anh 25 tháng 7 năm 1554 Không có con Élisabeth của Pháp 22 tháng 6 năm 1559 6 người con Anna của Áo 1570 5 người con |
| Felipe II  | không khung | 14 tháng 4 năm 1578 - 31 tháng 3 năm 1621 | 13 tháng 9 năm 1589 - 31 tháng 3 năm 1621 | Margarete của Áo 18 tháng 4 năm 1599 8 người con |
| Felipe III | không khung | 8 tháng 4 năm 1605 - 17 tháng 9 năm 1665  | 31 tháng 3 năm 1627 - 17 tháng 9 năm 1665 | Élisabeth của Pháp 18 tháng 10 năm 1615 8 người con Maria Anna của Áo 7 tháng 10 năm 1949 5 người con                                                                                         |
| Carlos II  | không khung | 6 tháng 11 năm 1661 - 1 tháng 11 năm 1700 | 17 tháng 9 năm 1665 - 1 tháng 11 năm 1700 | Marie Louise d'Orléans 19 tháng 11 năm 1679 Không có con Maria Anna xứ Neuburg 14 tháng 5 năm 1690 Không có con                                                                               |

Trong cuộc khởi nghĩa Catalunya, phần lớn xứ Aragon vẫn trung thành với người Tây Ban Nha trong khi xứ Catalunya ngả về quân Pháp. Theo đó, quân Pháp thành lập nước cộng hòa Catalunya nhưng chỉ tồn tại trong thời gian ngắn ngủi. Sau khi chiến tranh kết thúc, phia Bắc Catalunya sát nhập vào lãnh thổ Pháp trong khi phần còn lại trao trả cho Tây Ban Nha.

## Nhà Bourbon, 1700–1705
| Tên       | Chân dung   | Sinh - mất                                | Thời gian cai trị          | Hôn nhân |
| --------- | ----------- | ----------------------------------------- | -------------------------- | --- |
| Felipe IV | không khung | 19 tháng 11 năm 1683 - 9 tháng 7 năm 1476 | 1 tháng 11 năm 1700 - 1705 | Maria Luisa Gabriella xứ Savoia 2 tháng 11 năm 1707 4 người con Elisabetta Farnese 21 tháng 12 năm 1714 6 người con |

## Nhà Habsburg, 1705–1714
| Tên      | Chân dung   | Sinh - mất                                 | Thời gian cai trị | Hôn nhân                                                                                                 |
| -------- | ----------- | ------------------------------------------ | ----------------- | --- |
| Karl III | không khung | 1 tháng 10 năm 1685 - 20 tháng 10 năm 1740 | 1705 - 1714       | Maria Luisa xứ Savoia 2 tháng 11 năm 1701 4 người con Elisabetta Farnese 16 tháng 9 năm 1714 6 người con |

Vào năm 1707, Philipe xứ Anjou, lúc này là vua của Tây Ban Nha, chính thức xóa bỏ vương quyền Aragón cũng như một số thể chế quân chủ khác tương tự, tập quyền hóa vương quốc Tây Ban Nha.